# Монреаль Канадієнс
«Монреа́ль Кана́діє́нс» (укр. Канадці Монреалю, фр. Canadiens de Montréal, англ. Montreal Canadiens) — професіональний хокейний клуб з Монреаля, Квебек, Канада. Виступає у Північно-східому дивізіоні Східної конференції Національної хокейної ліги (НХЛ). Офіційна назва клубу — Хокейний клуб канадців (фр. le Club de hockey Canadien). Заснований 1909 року «Канадієнс» — один із клубів «Оригінальної шістки», тобто команда, яка виступала в період з 1947 року до розширення ліги у 1967 році. Після переїзду «Квебек Нордікс» у 1995 році, «Канадієнс» — єдина команда НХЛ із Квебеку. Чемпіонський сезон 1992—93 років став останнім сезоном, у якому команда з Канади ставала переможцем Кубка Стенлі.
«Канадієнс» 24 рази виграли Кубок Стенлі (включаючи перший трофей 1916 року, здобутий до утворення НХЛ), більше ніж будь-який клуб у НХЛ. Також «Канадієнс» встановили найдовшу серію перемог у плей-оф НХЛ: 5 років поспіль (1955—1960) та 4 роки поспіль (1976—1980). Склад «Канадієнс» у 1977 році, який другий раз з чотирьох перемог у серії здобув Кубок Стенлі, був названий другою великою спортивною командою світу всіх часів, за версією телеканалу ESPN.
З 1996 року «Канадієнс» проводить домашні матчі у Белл-центрі, який у 2003 році отримав назву — Молсон-центр. Колишніми домашніми аренами клубу були: «Джубілі-рінк», «Монреаль-Арена», «Маунт-Роял-Арена» і «Монреаль Форум». «Монреаль Форум» протягом 70 років був домашньою ареною «Канадієнс».

## Історія
Клуб «Канадієнс» був утворений 4 грудня 1909 року Амброузом О'Браєном, одним із засновників Національної хокейної асоціації (НХА), яка була попередником Національної хокейної ліги (НХЛ). Це була команда франкомовної громади у Монреалі, яка складалася з франкомовних гравців і керівництва. Перший сезон для команди не був успішним і вона фінішувала останньою. Після першого сезону новим власником клубу став Джордж Кеннеді, і вже наступного сезону команда почала показувати кращі результати. У сезоні 1915—16 команда стала переможцем свого першого Кубка Стенлі. 1917 року, разом із чотирма іншими клубами НХА, «Канадієнс» утворили НХЛ, і в сезоні 1923—24 виграли перший Кубок Стенлі НХЛ. Наступного сезону в складі «канадців» з'явились два американці Джон Мац та Ферн Гедлі. З сезону 1926—27 команда почала проводити матчі на «Монреаль-Форумі».
В 1930-х роках, клуб розпочав десятиліття, вигравши два Кубки Стенлі у 1930 і 1931 роках. У період Великої депресії результати клубу і його тодішнього головного суперника «Монреаль Марунс» погіршились через економічні труднощі. Власники клубу вирішили продати команду у Клівленд, Огайо. Однак згодом знайшлися місцеві вкладники для «Канадієнс», а «Марунс» збанкрутіла і припинила своє існування; декілька гравців цієї команди перейшли до «Канадієнс».
Завдяки так званій ланці «Панч Лайн», яку складали Моріс Рішар, Той Блейк і Елмер Лек, а також тренеру Діку Ірвіну для «Канадієнс» знов почався успішний період в НХЛ. З 1952 по 1960 роки команда виграла шість Кубків Стенлі, включаючи п'ять поспіль з 1956 по 1960 роки. У складі клубу грали такі зірки як: Жан Беліво, Діккі Мур, Дуг Гарві, Берні Жеффріон, Жак Плант і молодший брат Рішара, Анрі.
«Канадієнс» виграли ще десять Кубків Стенлі впродовж 15 сезонів з 1965 по 1979 роки, включаючи 4 чемпіонства поспіль з 1976 по 1979 роки. У сезоні 1976—77 «Канадієнс» встановили новий рекорд найменшої кількості поразок, програвши лише 8 матчів з 80 у регулярному чемпіонаті. До наступного покоління гравців входили Гі Лафлер, Іван Курнуає, Кен Драйден, Пітер Маховлич, Стів Шатт, Боб Гейні, Серж Савар, Гі Лапойнт і Ларрі Робінсон. Скотті Боумен був головним тренером, коли команда здобула п'ять останніх Кубків Стенлі в кінці 1970-х років.
«Канадієнс» виграв Кубок Стенлі у 1986 і 1993 роках. В 1996 році, команда переїхала з Монреаль-форуму, яка була їх домашньою ареною впродовж 71 сезону і 22 Кубків Стенлі, на Молсон-центр (зараз Белл-центр).
29 грудня 2008 року «Канадієнс» обіграв з рахунком 5:2 «Флориду Пантерс» і стала першою командою в історії НХЛ, яка здобула 3,000 перемог.

## Сезони та рекорди
Це частковий список останніх п'яти сезонів «Канадієнс».
Скорочення: Ігор. = ігор проведено, Пер. = перемоги, Пор. = поразки, Н = нічиї, ПОТ = поразки в овертаймі, Очк = очки, ГЗ = голів забито, ГП = голів пропущено, Штр. = штрафні хвилини
| Сезон   | Ігор. | Пер. | Пор. | ПОТ | Очк. | ГЗ  | ГП  | Штр. | Місце                 | Плей-оф                                               |
| 2005—06 | 82    | 42   | 31   | 9   | 93   | 243 | 247 | 1312 | 3-є, Північно-східний | програла у чвертьфіналі конференції, 2:4 (Гаррікейнс) |
| 2006—07 | 82    | 42   | 34   | 6   | 90   | 245 | 256 | 1119 | 4-е, Північно-східний | Не кваліфікувалася                                    |
| 2007—08 | 82    | 47   | 25   | 10  | 104  | 262 | 222 | 1072 | 1-е, Північно-східний | програла у півфіналі конференції, 1:4 (Флайєрс)       |
| 2008—09 | 82    | 41   | 30   | 11  | 93   | 249 | 247 | 1223 | 2-е, Північно-східний | програла у чвертьфіналі конференції, 0:4 (Брюїнс)     |
| 2009—10 | 82    | 39   | 33   | 10  | 88   | 217 | 223 | 936  | 4-е, Північно-східний | програла у фіналі конференції, 1:4 (Флайєрс)          |

## Індивідуальні рекорди

### Найкращі бомбардири
Список десяти найкращих бомбардирів в історії клубу, сортованих за очками. Дані оновлюються після кожного сезону.
Скорочення: Поз. = позиція; ІП = проведено ігор; Г = голи; П = передачі; Очк. = очки; О/Г = очок за гру
Станом на сезон 2007—08
| Гравець        | Поз. | ІП   | Г   | П   | Очк. | О/Г  |
| Гі Лафлер      | ПК   | 961  | 518 | 728 | 1246 | 1.30 |
| Жан Беліво     | Ц    | 1125 | 507 | 712 | 1219 | 1.08 |
| Анрі Рішар     | Ц    | 1256 | 358 | 688 | 1046 | 0.83 |
| Моріс Рішар    | ПК   | 978  | 544 | 421 | 965  | 0.99 |
| Ларрі Робінсон | З    | 1202 | 197 | 686 | 883  | 0.73 |
| Іван Курнуає   | ПК   | 968  | 428 | 435 | 863  | 0.89 |
| Жак Лемер      | Ц    | 853  | 366 | 469 | 835  | 0.98 |
| Стів Шатт      | ЛК   | 871  | 408 | 368 | 776  | 0.89 |
| Берні Жеффріон | ПК   | 766  | 371 | 388 | 759  | 0.99 |
| Саку Койву     | Ц    | 779  | 191 | 450 | 641  | 0.81 |

Джерело: Statistics | Historical Website of the Montreal Canadiens. Montreal Canadiens. Архів оригіналу за 25 червня 2013. Процитовано 22 травня 2010. (англ.)

### Рекорди. Польові гравці
За кар'єру
- Найбільше сезонів: 20, Анрі Рішар
- Найбільше ігор: 1256, Анрі Рішар
- Найбільше голів: 544, Моріс Рішар
- Найбільше передач: 728, Гі Лафлер
- Найбільше очок: 1246 (518 голів, 728 передач), Гі Лафлер
- Найбільше штрафних хвилин: 2248, Кріс Нілан
- Найбільше зіграних поспіль матчів: 560, Дуг Джарвіс

За сезон
- Найбільше голів за сезон: 60, Стів Шатт (1976—1977); Гі Лафлер (1977—1978)
- Найбільше голів у більшості за сезон: 20, Іван Курнуає (1966—1967)
- Найбільше голів у більшості за сезон (для захисника): 19, Шелдон Сурей (2006—07)*
- Найбільше передач за сезон: 82, Пітер Маховлич (1974—1975)
- Найбільше очок за сезон: 136, Гі Лафлер (1976—1977)
- Найбільше штрафних хвилин за сезон: 358, Кріс Нілан (1984—1985)
- Найбільше очок за сезон (для захисника): 85, Ларрі Робінсон (1976—1977)
- Найбільше очок за сезон (для новачка): 71, Матс Неслунд (1982—1983); Челль Далін (1985—1986)
- Найбільше голів за сезон (для захисника): 28, Гі Лапойнт (1974—1975)

* позначає рекорд ліги.
Джерело: Season records - Individual records - Skaters | Historical Website of the Montreal Canadiens. Montreal Canadiens. Архів оригіналу за 25 червня 2013. Процитовано 12 грудня 2008. (англ.)

### Рекорди. Воротарі
За кар'єру
- Найбільше матчів: 556, Жак Плант
- Найбільше шатаутів: 75, Джордж Гейнсворт
- Найбільше перемог: 311, Жак Плант

За сезон
- Найбільше перемог за сезон: 42, Жак Плант (1955—56 і 1961—62); Кен Драйден (1975—1976)
- Найбільше шатаутів за сезон: 22, Джордж Гейнсворт (1928—1929)*

* позначає рекорд ліги.
Джерело: Season records - Individual records - goaltenders | Historical Website of the Montreal Canadiens. Montreal Canadiens. Архів оригіналу за 25 червня 2013. Процитовано 24 травня 2010. (англ.)

## Статистика

### Капітани команди
- Джек Лавіолетт, 1909—10
- Ньюсі Лалонд, 1910—11
- Джек Лавіолетт, 1911—12
- Ньюсі Лалонд, 1912—13
- Джиммі Гарднер, 1913—15
- Говард Макнамара, 1915—16
- Ньюсі Лалонд, 1916—22
- Спраг Клегорн, 1922—25
- Біллі Кутю, 1925—26
- Сільвіо Манта, 1926—32
- Джордж Гейнсворт, 1932—33
- Сільвіо Манта, 1933—36
- Альберт «Бейб» Сіберт, 1936—39
- Волтер Базвелл, 1939—40
- Той Блейк, 1940—48
- Білл Дернан, 1948  (січень — квітень)

- Еміль Бушар, 1948—56
- Моріс Рішар, 1956—60
- Дуг Гарві, 1960—61
- Жан Беліво, 1961—71
- Анрі Рішар, 1971—75
- Іван Курнуає, 1975—79
- Серж Савар, 1979—81
- Боб Гейні, 1981—89
- Гі Карбонно і Кріс Челіос, 1989—90  (співкапітан)
- Гі Карбонно, 1990—94
- Кірк Маллер, 1994—95
- Майк Кін, 1995  (квітень — грудень)
- П'єр Тарджон, 1995—96
- Венсан Дамфусс, 1996—99
- Саку Койву, 1999—2009

## Почесні члени

### Закріплені номери
Керівництво «Канадієнс» закріпило 15 номерів на честь 17 гравців,
більше ніж будь-яка команда Національної хокейної ліги. Гові Моренц став першим гравцем чий номер був закріплений 2 листопада 1937 року.
| Закріплені номери «Монреаль Канадієнс» |                |                                                  |
| No.                                    | Гравець        | Дата                                             |
| 1                                      | Жак Плант      | 7 жовтня 1995                                    |
| 2                                      | Дуг Гарві      | 26 жовтня 1985                                   |
| 3                                      | Еміль Бушар    | 4 грудня 2009                                    |
| 4                                      | Жан Беліво     | 9 жовтня 1971                                    |
| 5                                      | Берні Жоффріон | 11 березня 2006                                  |
| 7                                      | Гові Моренц    | 2 листопада 1937                                 |
| 9                                      | Моріс Рішар    | 6 жовтня 1960                                    |
| 10                                     | Гі Лафлер      | 16 лютого 1985                                   |
| 12                                     | Дікі Мур       | 12 листопада 2005                                |
| 12                                     | Іван Курнуає   | 12 листопада 2005                                |
| 16                                     | Анрі Рішар     | 10 грудня 1975                                   |
| 16                                     | Елмер Лак      | 4 грудня 2009                                    |
| 18                                     | Серж Савар     | 18 листопада 2006                                |
| 19                                     | Ларрі Робінсон | 19 листопада 2007                                |
| 23                                     | Боб Гейні      | 23 лютого 2008                                   |
| 29                                     | Кен Драйден    | 29 січня 2007                                    |
| 33                                     | Патрік Руа     | 22 листопада 2008                                |
| 99                                     | Вейн Грецкі    | 6 лютого 2000 (закріплений командами усієї ліги) |